# Dendroaspis angusticeps
il mamba verde orientale o mamba dalla testa stretta (Dendroaspis angusticeps) è uno dei serpenti più velenosi al mondo. Il nome  "mamba verde" indica, insieme a questa specie, anche il congenere Dendroaspis viridis (mamba verde occidentale).

## Descrizione
Il mamba verde orientale è di colore verde brillante, ha una forma slanciata, una lunga coda e solitamente non supera i 2 metri di lunghezza. Solitamente la lunghezza totale di questo serpente è quattro volte quella della coda, con il maschio leggermente più piccolo della femmina. 

## Veleno
Il suo veleno contiene proteine altamente tossiche, tra cui dendrotossine e fasciculina, che iniettata nel corpo della vittima ne blocca gli impulsi nervosi interferendo con l'enzima acetilcolinesterasi. Se una persona viene morsa, accusa battito irregolare, convulsioni ed emorragie. Possono essere presenti anche sintomi neurotossici, come paralisi parziale della zona colpita. La morte sopraggiunge più o meno rapidamente a seconda del numero di morsi e della quantità di veleno iniettato ma è sempre piuttosto veloce.

## Comportamento
Il mamba dalla testa stretta è un serpente arboreo, che vive e caccia sugli alberi. Estremamente agile, è persino capace di balzare da un albero all'altro.
Si ciba di scoiattoli, topi, lucertole piccoli uccelli e sauri, ai quali tende imboscate e che uccide grazie a un morso non solo molto velenoso, ma anche estremamente potente (è capace di spezzare la colonna vertebrale di un mustelide di medie dimensioni). Una particolarità di questo serpente è che, dopo aver iniettato il veleno, inietta nella preda anche una speciale saliva acida che scioglie le parti non facilmente digeribili (ossa, piume, pelliccia).

## Rapporto con l'uomo
I morsi di questo serpente sono rari dato che il mamba verde è molto elusivo nei confronti dell'uomo, anche grazie alle sue capacità di mimetismo. Se provocato, però, il mamba salta e colpisce alla gola o al volto, mordendo più volte. Un suo morso, in assenza di antidoti, è sempre fatale e uccide rapidamente (sono riportati casi di morti in meno di 30 minuti).

## Areale
Il mamba dalla testa stretta vive nelle foreste tropicali dell'Africa orientale e sud-orientale. A differenza del suo parente più stretto, il mamba nero, esso evita le zone di terreno aperto e predilige solo quelle molto boscose.